# 쿵야
쿵야(Koongya 및 Kuya)는 대한민국의 게임 개발사인 넷마블이 소유하고 있는 마스코트 캐릭터 종족으로, 1등신 형태로 의인화된 식재료의 모습을 하고 있다.

## 역사
'쿵야' 캐릭터는 넷마블이 'CJ인터넷' 사명을 사용하였을 당시에 존재하였던 캐릭터이다. 

### 2000년대
'CJ인터넷'이었을 당시의 넷마블은 2006년 1월 11일에 쿵야를 바탕으로 한 26부작 애니메이션 시리즈를 KBS와의 제휴를 통하여 제작할 것으로 약속하였다. 넷마블의 KBS와의 제휴 당시 해당 쿵야 애니메이션은 2006년 하반기에 방송이 예정되었다.
2007년 작 비디오 게임인 쿵야 어드벤처가 개발 상태에 있었을 때, 해당 게임의 홈페이지가 개장되었다. 언제 개장되었는지는 알려지지 않았으나, 해당 홈페이지가 개장되었을 당시에 1일당 사이트의 방문자들은 총 '10만 명' 정도로 집계되었다고 알려져 있다.

### 2010년대 이후
넷마블 측의 행사인 'NTP'에서 2018년에 《캐치마인드》의 휴대폰판에 해당되는 비디오 게임 《쿵야 캐치마인드》가 발표되었다. 동시기, 해당 행사에서 《쿵야 야채부락리》라는 또 다른 쿵야 기반 게임도 소개되었으나 앱스토어에 출시된 《쿵야 캐치마인드》와 달리 해당 게임은 2024년 10월 현재 출시되지 않았다.

## 같이 보기
- 모두의마블